# Sarcolobus luzonensis
Sarcolobus luzonensis är en oleanderväxtart som först beskrevs av Otto Warburg, och fick sitt nu gällande namn av P.I. Forster. Sarcolobus luzonensis ingår i släktet Sarcolobus och familjen oleanderväxter. Inga underarter finns listade i Catalogue of Life.